# Henri De Page
Henri De Page (nascido em 5 de Novembro de 1894, Bruxelas - 27 de Agosto de 1969, Bruxelas) foi um advogado belga, sendo considerado um dos mais importantes advogados da Bélgica do século XX.[carece de fontes?]

## Biografia
De Page nasceu em uma família de negócios importante de Bruxelas. Estudou direito na Faculdade de Saint-Louis e posteriormente na Universidade Vrije de Bruxelas, mas interrompeu seus estudos em 1914 para lutar voluntariamente na Primeira Guerra Mundial. Por causa de sua participação na guerra, obteve seu doutorado apenas em 1919. 
Em 1922, De Page foi nomeado substituto do Procurador da Coroa em Bruxelas. Em 1926, publicou seu primeiro livro e foi nomeado professor palestrante em sua alma matter. De Page foi nomeado juiz no tribunal de primeira instância de Bruxelas em 1929, um cargo que ocupou por sete anos. Após isso, De Page decidiu despedir-se da prática jurídica e passou a concentrar-se apenas em suas atividades acadêmicas: lecionar e publicar sua magnum opus, o “Tratado Elementar do Direito Civil Belga”, cuja primeira parte já havia sido publicada em 1933.
Entre 1933 e 1949 De Page publicou a primeira edição de seu Tratado. A partir de 1939, por conta de sua saúde frágil, obteve a ajuda de René Dekkers em seu trabalho, um aluno de De Page, que posteriormente tornar-se-ia um dos mais influentes advogados Belgas. 
Nas décadas de 1950 e 1960, De Page ocupou-se de escrever complementos ao seu Tratado e a redigir uma segunda edição. Continuou a trabalhar na Vrije Universiteit de Bruxelas até 1964, e faleceu em 1969. 

## Obra
A mais conhecida obra de De Page foi seu "Tratado Elementar do Direito Civil Belga", um livro composto por dez volumes de cerca de mil páginas cada, publicadas entre 1933 e 1950. Neste trabalho, De Page descreve o direito civil belga, como aplicado à época, detalhadamente. Renée Dekkers, outro grande advogado belga e aluno de De Page fez contribuições importantes para a realização do trabalho. O Tratado de De Page ainda é classificado como uma das maiores obras básicas da doutrina jurídica belga[carece de fontes?]. Em 1951 e 1952, quatro partes complementares ao Tratado são publicados. A partir de 1962, De Page inicia uma segunda edição do livro. Após sua morte, o trabalho é continuado por Dekkers até 1975. Em 1990, membros da faculdade de direito da Universidade Livre de Bruxelas começaram a editar uma versão própria do trabalho. No mesmo ano, uma seção de direito de família foi publicado, e em 1997, uma seção sobre os acordos especiais.

### Outros Trabalhos
As outras obras de De Page caíram no esquecimento, e pela antiguidade, encontram-se frequentemente obsoletas. Veja abaixo uma bibliografia parcial:
- De l'interpretation des lois (1925)
- Les actions complexes (1930)
- A propos du gouvernement des juges (1931)
- L'idee de droit naturel (1936)
- Droit naturel et positivisme juridique (1939)
- Le problème de la lésion des contrats (1946)
- L'obligation abstraite en droit interne et en droit comparé (1957)

## Prêmios
- 1949: Membro da Academia Belga de ciências, letras, e belas artes.
- 1950: Prêmio pelos 10 anos de atividade jurídica.
- 1956: Titular da cadeira Francqui na Universidade de Ghent.
- 1966: Doutorado honorário pela Universidade de Ghent.